# 山田龍聖
山田 龍聖（やまだ りゅうせい、2000年9月7日 - ）は、富山県氷見市出身のプロ野球選手（投手）。左投左打。読売ジャイアンツ所属。

## 経歴

### プロ入り前
氷見市立窪小学校4年生のときに窪スポーツ少年団に入り軟式野球を始め、氷見市立西條中学校では軟式野球部でエースと4番を務めた。
富山県立高岡商業高等学校に進学し、1年秋からベンチ入り。2年春に出場した第89回選抜高等学校野球大会では登板がなく、チームも初戦敗退した。同年夏の第99回全国高等学校野球選手権大会にも出場し、東海大菅生との初戦（2回戦）で3点リードされた8回表から救援登板したが、1回1/3で6失点と乱れ、チームも敗れた。
3年夏の第100回全国高等学校野球選手権記念大会にエースとして出場。春季大会から富山県予選までは絶不調だった。
佐賀商業との1回戦で7回1失点の好投で勝利投手となり、佐久長聖との2回戦では4失点完投勝利した。
3回戦では藤原恭大、根尾昂らを擁する大阪桐蔭と対戦。敗れたものの後にこの大会で優勝を果たす相手に対し8回3失点、11奪三振と好投した。
大会後に行われた第12回 BFA U-18アジア選手権大会の日本代表に選出され、ファーストラウンドのスリランカ戦に登坂した。
卒業後はJR東日本に入社。3年目の2021年に最速153km/hを記録するなど急成長し、注目を集めるようになる。9月23日に行われた第92回都市対抗野球大会予選の東京第1代表決定トーナメント1回戦では10球団のスカウトが視察に訪れる中、東京ガスを相手に8回途中2失点と好投したが、援護がなく敗れた。
2021年10月11日に行われたプロ野球ドラフト会議にて読売ジャイアンツから2位指名を受けた。指名を受けた瞬間は明治神宮野球場にてセガサミーとの都市対抗東京第3代表決定戦を戦っている最中であった。指名を受けたことは試合中に監督から聞いたという。山田は9回から登板し延長15回まで無安打の好投を見せるも、10イニング目となった18回に本塁打を許しチームは敗れた。翌日に行われた明治安田生命との東京第4代表決定戦においても8回から登板し延長10回までの3回無失点を抑え、チームの本大会出場に貢献した。都市対抗野球では、初戦のHonda熊本戦で先発登板。7回2/3を7安打10奪三振3失点で降板し、敗戦投手となった。12月7日には、契約金7500万円、年俸1200万円で契約した（金額は推定）。背番号は28。担当スカウトは織田淳哉。

### 巨人時代
2022年は即戦力左腕という評価から一軍での活躍が期待されたが、一軍での登板はなく、二軍（イースタン・リーグ）でも9試合に登板して0勝2敗、防御率8.69という成績に終わった。オフの11月22日に100万円減となる推定年俸1100万円で契約を更改した。
2023年は二軍で18試合に登板、うち先発は2試合のみながら、3勝0敗防御率2.48という成績となったものの、2年連続で一軍登板機会なしに終わった。右肩の故障に苦しみ、契約交渉を行った11月8日時点もリハビリを行っている。なお、交渉では100万円減となる推定年俸1000万円で契約を更改した。また、背番号を90に変更した。11月25日からは台湾で開催されるアジア・ウィンター・リーグに派遣される。
2024年は二軍で29試合に救援登板し、2勝2敗、防御率1.65の成績を残すも、この年も一軍登板はなく、オフの10月26日に自由契約とすることが通知された。翌11月には、京本眞、秋広優人とともにオーストラリアのウィンターリーグに参加し、アデレード・ジャイアンツに所属。6試合に先発し1勝2敗、防御率は4.91ではあったが、25回2/3を投げて43三振を記録した。帰国後の12月25日には、50万円減となる推定年俸950万円で育成選手として再契約した。
2025年、背番号が011に変更されることが公示された。3月10日、ファーム・リーグ参加球団規程に基づき、翌11日から6月30日までの予定でウエスタン・リーグ参加球団のくふうハヤテベンチャーズ静岡に派遣されることが発表された。くふうハヤテでの背番号は14。派遣後は先発ローテーションの一角としてウ・リーグ公式戦9試合に登板して2勝2敗、防御率1.79の成績を残し、予定より約1か月前の5月28日付けで派遣終了となった。巨人復帰後はイースタン・リーグで1試合先発登板すると、5回を投げ2安打1失点（自責点は0）と結果を残し、6月9日に支配下登録された。背番号は64。翌10日には出場選手登録された。同日、福岡ソフトバンクホークス戦（みずほPayPayドーム福岡）の2回裏、先発の井上温大が危険球退場になった直後の1死満塁の状況で緊急登板でプロ初登板を果たすと、最初の打者今宮健太を3ゴロ併殺打に打ち取り、3、4回は2四死球で無失点に抑え、5回裏に連打を許し1死1、3塁としたところで降板、後続の石川達也が同点適時打を許したため3イニング1失点（勝敗つかず）で終えた。2回目の登板となった15日のオリックス・バファローズ戦（京セラドーム大阪）で1回を投げ1失点（被本塁打1）を喫すると、翌16日に登録を抹消された。

## 選手としての特徴
最速153km/hの直球とスライダーが武器。

## 詳細情報

### 記録

#### 初記録
投手記録
- 初登板：2025年6月10日、対福岡ソフトバンクホークス1回戦（みずほPayPayドーム福岡）、2回裏に2番手で救援登板、3回1失点[34]
- 初奪三振：同上、4回裏に野村勇から見逃し三振

### 背番号
- 28（2022年[14] - 2023年）
- 90（2024年[18]）
- 011（2025年[26] - 同年6月8日）
  - 14（2025年3月11日[27] - 5月28日） ※くふうハヤテベンチャーズ静岡での背番号
- 64（2025年6月9日[32] - ）

### 代表歴
- 第12回 BFA U-18アジア選手権大会 日本代表